# Margarete Klose
Pour les articles homonymes, voir Klose.
Margarete Klose (Berlin, 6 août 1899 - idem, 14 décembre 1968 ) est une mezzo-soprano allemande, l'une des plus éminentes de sa génération.

## Biographie
Ayant perdu son père très tôt, elle doit travailler pour subvenir aux besoins de sa famille. C'est alors qu'un de ses collègues remarque les qualités exceptionnelles de sa voix. Elle étudie à Berlin avec Marschalk et Bültemann, qu'elle épouse. Elle débute en concert en 1925 à Berlin, et à la scène en 1927 à Ulm.
Elle chante alors à Mannheim (1927-31), Berlin (1931-50), Bayreuth (1936-42), et dans la majorité des grands théâtres lyriques allemands, alternant d'abord les rôles d'opérette et de grands mezzos dans Verdi, tel Azucena.
En 1936, elle débute à Bayreuth où elle chantera tous les plus grands rôles wagnériens de sa tessiture jusqu'en 1942. Parallèlement, elle interprète lieder, oratorios, messes et passions.
À l'étranger, elle se produit à Milan, Paris, Londres, Buenos Aires, etc.
Tenue comme l'une des meilleures mezzo-sopranos allemandes de son époque, particulièrement renommée dans les rôles de Wagner (Brangäne, Ortrud, Fricka, Erda, Kundry), et ceux de Verdi (Azucena, Ulrica, Eboli, Amneris), mais s'illustre également en Orfeo, Carmen, Clytemmestre, Kostelnicka. Son Ortrud en particulier demeure une référence, en termes de démonisme, de projection et de splendeur musicale et vocale.
Sa grande voix, puissante et aux couleurs moirées, était idéale pour incarner les grandes tragédiennes classiques et héroïnes wagnériennes, comme en témoignent de nombreux enregistrements sur le vif, parmi lesquels le Lohengrin de 1942 avec Franz Völker, le Rienzi de 1941 avec Max Lorenz, le Tristan und Isolde de 1937 à Londres, avec Thomas Beecham, Kirsten Flagstad, Lauritz Melchior, ceux plus tardifs, avec Lorenz en 1943, avec Wilhelm Furtwängler, Ludwig Suthaus en 1947, ou encore ceux sous la baguette de Hans Knappertsbusch (1950), L'Anneau du Nibelung de Furtwängler avec la RAI (1953). En 1954, elle est aussi la Fricka de l'enregistrement de studio de Die Walküre par Furtwängler, avec Martha Mödl, Ludwig Suthaus, Ferdinand Frantz,  Leonie Rysanek, Gottlob Frick.
Le critique musical André Tubeuf évoque « une musicienne complète, une actrice-née et une voix aux moyens simplement phénoménaux
 », avec « [une] fantastique hardiesse de ligne, [une] pureté et [une] souplesse d'émission, [une] chaleur et [un] volume rares de la voix, une grande voix de mezzo quasi sans limites [...] une voix d'un type devenu rarissime : l'authentique mezzo noble, absolument populaire par le pur impact de la beauté, la sonorité ample, et l'engagement physique et spirituel inouï ; absolument aristocratique en même temps par la domination souveraine de la totalité de la tessiture, et l'élégance classique de la ligne. »
Après une carrière d'une exceptionnelle longévité, elle se retire de la scène en 1961, et est nommée professeur au Mozarteum de Salzbourg en 1964, où elle enseigne jusqu'à sa mort.

## Sources
- André Tubeuf, Les Introuvables du chant wagnérien, L'Avant Scène Opéra, n°67, septembre 1984, p. 123-124
- Le Dictionnaire des interprètes, sous la direction de Alain Pâris, Paris, Robert Laffont, coll. « Bouquins », 1989.  (ISBN 2-221-06660-X)
- Dictionnaire encyclopédique Wagner, sous la direction de Timothée Picard, Arles, Actes Sud, Paris, Cité de la musique, 2010
- L'Univers de l'opéra. Œuvres, scènes, compositeurs, interprètes, sous la direction de Bertrand Dermoncourt, Paris, Robert Laffont, coll. « Bouquins », 2012